# Franck Grandel
Franck Grandel (nacido el 17 de marzo de 1978 en Pointe-à-Pitre, Guadalupe) es un futbolista guadalupeño que juega en la posición de portero. Actualmente milita en el U.S. Boulogne, en condición de préstamo por parte del E.S. Troyes A.C., de la Ligue 1 máxima categoría del fútbol francés.

## Clubes
| Club                     | País         | Año       |
| ------------------------ | ------------ | --------- |
| Besançon RC              | Francia      | 1999-2001 |
| FC Libourne-Saint-Seurin | Francia      | 2001-2003 |
| Skoda Xanthi             | Grecia       | 2003-2004 |
| Troyes AC                | Francia      | 2004-2005 |
| FC Utrecht               | Países Bajos | 2005-2007 |
| Dijon FCO                | Francia      | 2009-2011 |
| U.S.L. Dunkerque         | Francia      | 2011-2013 |
| E.S. Troyes A.C.         | Francia      | 2013-Act. |
| U.S. Boulogne (Cedido)   | Francia      | 2017-Act. |

## Selección nacional
Con la Selección de fútbol de Guadalupe disputó la Copa Oro 2007 en Estados Unidos donde llegó a disputar la semifinal contra México.
- Datos: Q2393537
- Multimedia: Franck Grandel / Q2393537